# Малиновский сельсовет (Гомельская область)
Малиновский сельсовет — административная единица на территории Лоевского района Гомельской области Республики Беларусь. Административный центр — агрогородок Малиновка.

## Состав
Малиновский сельсовет включает 16 населённых пунктов:
- Белый Колодец — деревня
- Бодрый — посёлок
- Буда Петрицкая — деревня
- Вулкан — деревня
- Вышков Бурицкое — деревня
- Дуброва — деревня
- Иваньков — деревня
- Карповка — деревня
- Кирово — посёлок
- Малиновка — агрогородок
- Новая Борщёвка — деревня
- Островы — деревня
- Рудня Бурицкая — деревня
- Рудня Удалёвская — деревня
- Удалёвка — деревня
- Хатки — деревня